# Pin rouge
Ne doit pas être confondu avec Pin rouge du Japon.
Pinus resinosa
Espèce
Classification phylogénétique
Statut de conservation UICN

 LC  : Préoccupation mineure
Répartition géographique
Le pin rouge (Pinus resinosa), pin résineux ou pin de Norvège, est un arbre appartenant au genre Pinus et à la famille des Pinacées. C'est un arbre fréquemment utilisé dans les plantations forestières de l'est du Canada.

## Phylogénie et systématique
Phylogénétiquement, Pinus resinosa est bien plus apparenté à Pinus nigra et à Pinus sylvestris, des espèces européennes, et à Pinus densiflora du Japon, qu'aux nombreuses autres espèces de pins nord-américains. 
Cette parenté se remarque aussi assez nettement au niveau de leurs caractères morphologiques. Ces arbres sont probablement issus d'un ancêtre commun qui avait une répartition boréale circumpolaire durant l'ère Tertiaire. Pinus nigra est d'ailleurs la seule autre espèce de pin pour laquelle une hybridation a déjà été réussie avec Pinus resinosa. 
Du point de vue taxonomique, Pinus resinosa se classe dans le sous-genre Pinus, section Pinus, sous-section Pinus; il est le seul pin américain dans cette sous-section. 
Cependant, Pinus tropicalis, qui est singulièrement localisé sous climat tropical à Cuba, est aussi assez apparenté, mais plus lointainement, son arrivée étant plus ancienne que celle de l'ancêtre de Pinus resinosa en Amérique du Nord.

## Description

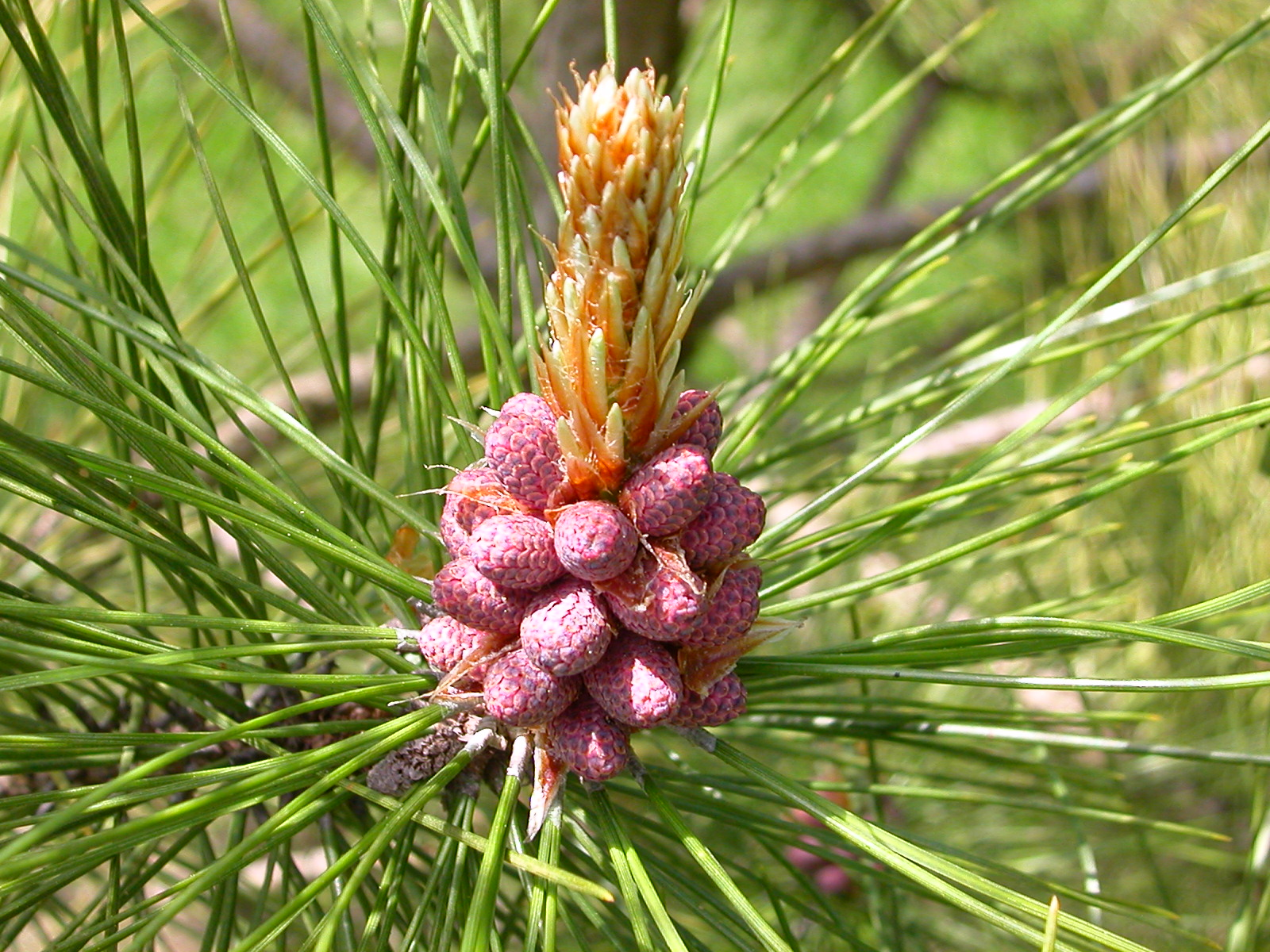
Cône mâle

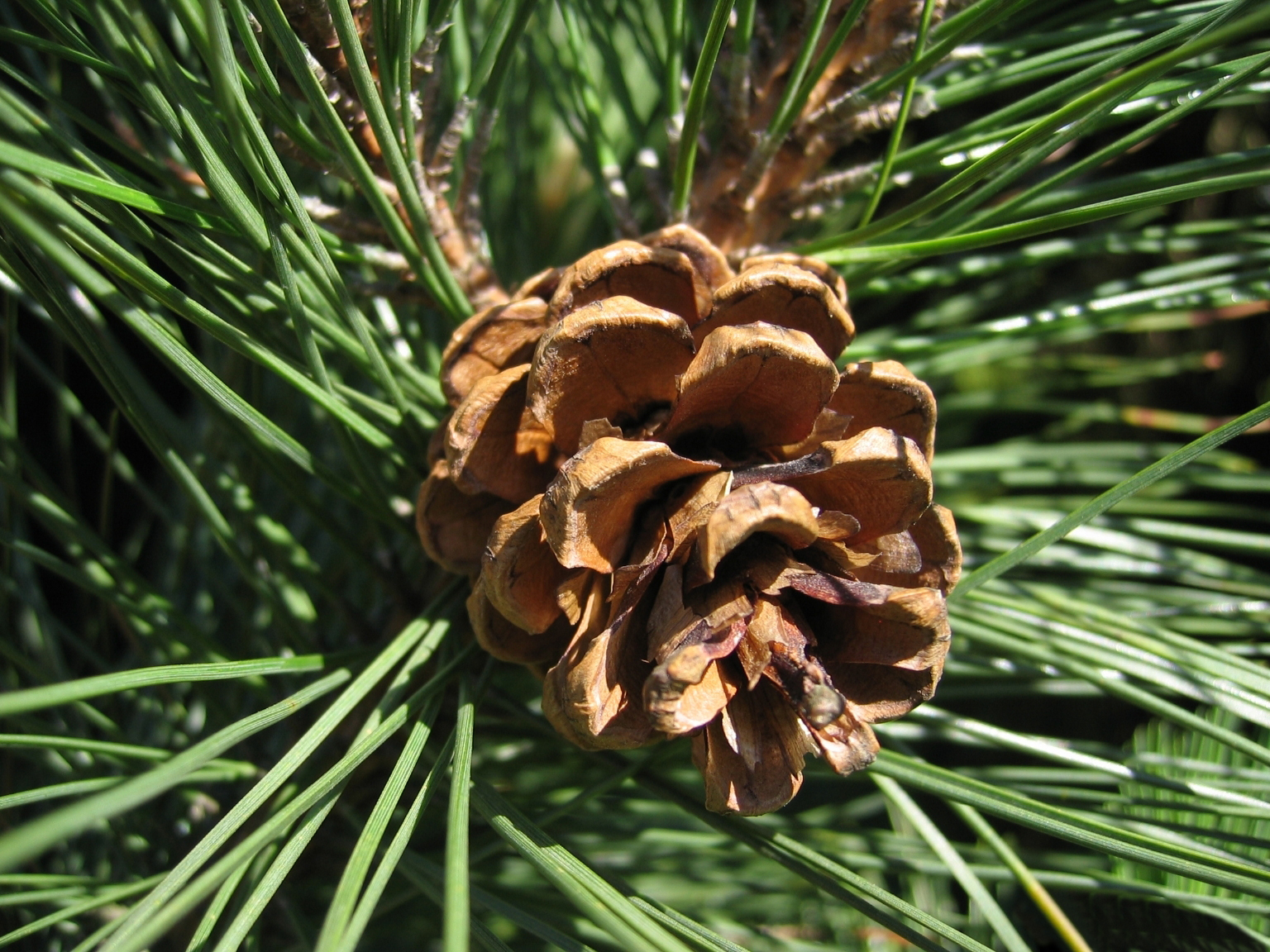
Cône mûr

Le pin rouge doit son nom à son écorce, qui va de rougeâtre à rose. Il peut atteindre 35 mètres de hauteur et avoir un tronc de 75 centimètres de diamètre. Ce pin peut vivre jusqu'à 200 ans.
Ses aiguilles persistantes vert foncé et luisantes sont groupées par deux et mesurent de 10 à 16 centimètres. Le tronc de l'arbre est habituellement élancé et rectiligne. Ses racines plus ou moins profondes et très étalées lui évitent d'être déraciné par le vent. On observe occasionnellement la présence d’une racine pivotante et de racines latérales munies de pivots secondaires.
La floraison a lieu au printemps. Les fleurs pourpres se présentent sous la forme de grappes pour les mâles, et sous la forme de cônes chez la femelle. Les cônes femelles, arrivés à maturité, ont une couleur brune, et mesurent entre 4 et 6 cm. Ils tombent en automne de leur troisième année. Les graines sont ternes et souvent mouchetées, d'une longueur de 5 mm.

## Habitat
Le pin rouge pousse au nord-est de l'Amérique du Nord, au Canada (Ontario, Québec et provinces maritimes) et  au nord-est des États-Unis. Son aire de répartition est totalement incluse dans le bassin hydrographique du fleuve Saint-Laurent.
C'est un arbre résistant qui préfère pousser en plein soleil, dans un sol le plus souvent sablonneux et pauvre. Il occupe souvent des plaines sableuses, des affleurements rocheux et des stations peu fertiles. Il pousse en peuplement pur ou en mélange avec d'autres essences comme le pin blanc, le pin gris et des peupliers. Il a besoin de beaucoup d'espace pour se développer, et supporte mal la pollution de l’air.

## Usages
Le bois est solide et facile à imprégner de produits de préservation, ce qui en fait un bon bois de charpente. On l'utilise pour faire des poteaux, des pilots et du bois d'œuvre. Il a été exploité du début à la fin du XIXe siècle dans le commerce du bois carré à destination de l'Angleterre. Plus tard, il servira  comme bois de sciage acheminé vers les États-Unis.

## Maladies
Parmi les maladies du pin rouge, on retrouve le polypore du pin, le dépérissement des pousses du pin, la carie rouge du sapin, ou encore les champignons du genre Armillaria, comme l’Armillaria solidipes et l’Armillaria mellea. L'arbre est aussi victime de certains insectes, comme le lyda à tête rouge, le diprion du pin sylvestre et le charançon de Warren.

## Emblème
Le pin rouge est l'arbre emblème du Minnesota.